# ミズホ通信
ミズホ通信株式会社（ミズホつうしん）は、かつてあったアマチュア無線機器メーカーである。本社は東京都町田市にあった。
社長は高田 継男（たかだ つぐお）(JA1AMH)で、トリオ（現JVCケンウッド）の9R-59（受信機）、TX-88A（送信機）の設計者であった。
事業内容はアマチュア無線用の小出力無線機や関連機器、それらのキットの製造・販売を行っていた。

## 概要
同社はFB-6Jという50MHz帯のAMトランシーバーのキットを設立時に販売したのが最初である。その後受信用アンテナなどを販売し、更にはDC-701などの短波トランシーバのキットなど、受信はCW、SSB、AMも可能だが送信はCWのみという特徴的なものであり、後にMX-6、MX-15などのハンディHF/VHFトランシーバーキットも手がけていた。これらはピコシリーズと呼ばれ、超小型トランシーバーとして広告を出していた。MX-6は50MHz帯のハンディトランシーバーとしては当時トリオのTR-1200、松下電器産業のRJX-601などがあったが、ピコシリーズはこれらより半分以下の大きさであり、送信出力もQRPである200-300ミリワット程度であった。MX-15については21MHz帯のハンディトランシーバーで、当時HFトランシーバーと言えば大型の固定機が主流であっただけに目新しさもあった。後に、MX-3.5S、MX-28S、MX-14SなどのHF帯トランシーバーも発売していた。
ピコシリーズはその小さな筐体に多数の部品を詰め込んだ、ミズホ通信が誇るトランシーバーであったが、その小ささ上にメンテナンスが困難であったため、送信機や受信機の自作経験がある人でも故障すると修理に出す人がほとんどだった。当時のミズホ通信は修理などのメンテナンスにも多くの時間を割けるほどではなかったので、修理に出すと、1、2ヶ月かかることは普通であった。従ってピコシリーズはメイン機ではなく、固定器のサブ機として使う人も当時は多かった。
社長の高田自身は、これらの販売店や通信販売で流通するものは別に、1975年頃にはオリジナルの中波ラジオの組み立てキットを開発し、ハムフェアや日本アマチュア無線連盟（JARL）の地方支部のフェアなどで購入希望者を募り、組み立て講習会を開いた時期もあった。販売はされず流通はしなかった。その後ピコシリーズが販売されると、高田の労力のほとんどは同社のその開発に向けられていた。1980年前半くらいまではミズホ製品を扱っていないアマチュア無線機器販売店は存在しないほどの人気があった。しかしその後パソコン通信、インターネットの普及に伴ってアマチュア無線の資格取得者は激減し、アマチュア無線を辞める人が増加していった。タワーと呼ばれるアンテナ設備、一戸建てに見られた大型アンテナは次々に撤去され、自動車にアンテナを付けたモービルハムも、最近は殆ど見かけなくなった。ミズホ通信も2004年度にはピコシリーズの製造を中止し、2012年12月には廃業に至っている。

## 沿革
- 1972年（昭和47年）設立。第一号機は、FBジュニア（FB-6J）、50MHzAM真空管式トランシーバー。
- 1970年代中頃のBCLブームの時期にはアンテナカプラー、マーカー発振器などの受信機用周辺機器を発売。
  - 中波用ループアンテナは形を変えながら製造を続けたロングセラーである。
- 1981年（昭和56年）からHF/VHFハンディトランシーバーピコシリーズ発売。
  - 世界的にも競合製品の見られない独特の製品であった。
  - 一時期製造を中止し、協力会社のサンテック（Jimブランド）で製造された。
- 1991年（平成3年）モールス符号練習機ピコモールス発売。
- 2004年（平成16年）11月には社員の高齢化に伴い、事業規模を縮小しピコシリーズを製造中止。取扱品目をループアンテナ、自作用部品等に限定した。
- 2012年（平成24年）12月に自社ホームページを閉鎖、社長の高田自身の高齢化も進み、キャリブレーションという会社を通じて廃業を発表した。その後の連絡先の確認は取れていない。サポート、パーツの手配もできないとしている。
- 2016年（平成28年）2月、社長であった高田継男が死去。享年81歳。

## 廃業後
一部製品については、次の企業が製造・販売を引き継いだ。
- 中波用アンテナ関連は、マイクロ・パワー研究所
- ピコモールスは、GHDキー
- QP-7、QP-21（7MHz、21MHz送信機キット）は、キャリブレーションの扱い。

注意　いずれもミズホ製造品のアフターサービス(パーツの手配、修理など)は一切していない。
マイクロパワー研究所はミズホ通信の公認としてブランド名を「ミズホ通信研究所」としたサイトを立ち上げている。引き継いでいるのは前述の通りアンテナ関連のみである。ミズホ通信から回路図、部品などの譲渡は行われていないため、個人からのデータ提供を募集している。ミズホ製造品の修理、部品の手配などが可能な個人や会社も募っているが現在のところ現れていない。